# Época (revista)
Época foi lançada em 25 de maio de 1998, resultado de uma parceria entre a Editora Globo e o grupo alemão Hubert Burda Media, responsável pela publicação da revista Focus na Alemanha. Desde sua estreia, a publicação propôs uma abordagem diferenciada no segmento de revistas semanais de informação no Brasil, com foco na qualidade jornalística e na valorização do design gráfico, o que originou o conceito de “jornalismo visual”.
A revista adotou um modelo editorial que integrava texto, imagem, gráficos e recursos visuais, com o objetivo de facilitar a leitura e aprimorar a apresentação de reportagens, entrevistas e matérias especiais. A cobertura incluía temas como política, economia, negócios, ciência, tecnologia, saúde, meio ambiente, comportamento, sociedade e cultura. Essa estrutura editorial contribuiu para a diferenciação da revista em relação a outras publicações semanais do mercado.

## História
Desde sua primeira edição, a revista contou com presença digital por meio do site "Época.com.br", lançado simultaneamente à versão impressa. Posteriormente, tornou-se a primeira revista brasileira a disponibilizar conteúdo em formato para tablet, demonstrando alinhamento com as transformações tecnológicas e os novos formatos de consumo de informação.
A partir de 2006, a revista passou a publicar anualmente a Edição Verde, dedicada exclusivamente a temas relacionados ao meio ambiente e à sustentabilidade. Em 2007, foi lançada o suplemento Época Negócios, voltada ao universo corporativo, que depois tornou-se uma revista separada. No ano seguinte, surgiu a Época São Paulo, com foco na vida cultural e cotidiana da capital paulista. Esses projetos ampliaram o alcance da marca e consolidaram sua atuação em nichos específicos do mercado editorial.
Durante seus 23 anos de circulação, a revista foi responsável por reportagens investigativas e coberturas jornalísticas que receberam prêmios como o Esso de Jornalismo, entre outros reconhecimentos. Sua proposta editorial e estrutura visual contribuíram para a evolução do jornalismo impresso no país.

## Encerramento da edição impressa
Em 29 de maio de 2021, a versão impressa da revista foi descontinuada. A partir dessa data, o conteúdo passou a ser publicado como uma seção do jornal O Globo, disponível na edição impressa aos sábados e na plataforma digital. A mudança refletiu a transição do consumo de informação para o ambiente digital e a redução da demanda por revistas semanais em formato físico.

## Prêmios

### Prêmio ExxonMobil de Jornalismo(Esso)
- de criação gráfica na categoria revista
  - ganhou em 2001, concedido a Wander Luiz Silva e Equipe, pela reportagem "O Horror"[8]
  - ganhou em 2009, concedido a Marcos Marques, Alexandre Lucas, Marco Vergotti, Eduardo Cometti, Alberto Cairo e Equipe Faz Caber, com o trabalho "Voo Air France 447"[9]
- 2008: Esso de Informação Científica, Tecnológica e Ecológica, concedido a Eliane Brum, Solange Azevedo e Renata Leal, pela reportagem "Suicídio.com"[10]

### Prêmio Vladimir Herzog
Menção Honrosa do Prêmio Vladimir Herzog por Revista
| Ano  | Obra                           | Veículo de mídia | Autor                | Resultado |
| ---- | ------------------------------ | ---------------- | -------------------- | --------- |
| 2002 | "A suave subversão da velhice" | Época            | Eliane Cristina Brum | Venceu    |

Outros
Em 2020, o diretor de arte Mateus Valadares recebeu o Latin American Design Awards na categoria editorial por dois projetos.

## Colunistas
Entre seu corpo de colunistas, estão (ou estiveram):
- Roberto DaMatta (Sociedade)
- Fabio Campos (Educação)
- Alberto Almeida (Tendências)
- Paulo Guedes (Economia) [13]
- Fernando Abrucio (Política)
- Fareed Zakaria (Finanças)
- Guilherme Fiuza (Política)
- Eugênio Bucci (Política)
- Zuenir Ventura (Sociedade)
- Joyce Pascowitch (Geral)
- Tutty Vasques (Humor)
- Felipe Patury (Política, negócios e poder)
- Bruno Astuto (Moda, comportamento e celebridades)
- Walcyr Carrasco (Sociedade)
- Marcio Atalla (Bem-estar)
- Gustavo Cerbasi (Finanças)
- Jairo Bouer (Saúde)
- Vilfredo Schürmann (Desafios e aventura)
- Ruth de Aquino (Atualidades)
- Rafael Ciscati (saúde)
- Ruan de Souza Gabriel (livros)

## Críticas e controvérsias

### Caso Francenildo
Em março de 2006 a revista Época envolveu-se no escândalo político da quebra do sigilo bancário do caseiro Francenildo Santos Costa, que culminou com a queda do ministro da Fazenda, Antônio Palocci.[carece de fontes?]

### Caso Carlinhos Cachoeira
Reportagem publicada pela revista CartaCapital em maio de 2012 acusa Eumano Silva, diretor da revista Época na sucursal de Brasília, de associação com a organização criminosa comandada por Carlinhos Cachoeira, visando simultaneamente fragilizar adversários do bicheiro e sedimentar interesses do grupo. Segundo CartaCapital, o araponga Idalberto Matias Araújo, alcunhado Dadá, "braço direito de Cachoeira", negociou com o jornalista a publicação de informações que visavam prejudicar a empresa Warre Engenharia, concorrente da empreiteira Delta em Goiás, na qual Cachoeira possuía participação. A reportagem "O ministro entrou na festa" publicada por Época resultou na Operação Voucher da Polícia Federal, ocasionando a queda do então Ministro do Turismo Pedro Novais. A empresa Warre, entretanto, foi posteriormente inocentada.
A negociação entre Dadá e Eumano Silva foi flagrada em interceptações telefônicas da Polícia Federal, cinco das quais foram disponibilizadas à CartaCapital. Segundo a revista, o diretor da sucursal de Época telefonou para Dadá para alertá-lo sobre a possibilidade da construtora Delta aparecer vinculada ao escândalo do Ministério do Turismo, o que comprovaria a cooperação consciente do jornalista com a organização criminosa. Em resposta às acusações, a direção da revista Época afirmou que não tinha conhecimento de que os emissários integravam a quadrilha de Carlinhos Cachoeira. O Jornal da Record também exibiu reportagem sobre o tema.
Ainda de acordo com CartaCapital o vice-presidente da República, Michel Temer, teria se tornado uma espécie de interlocutor entre as Organizações Globo, responsáveis pela publicação da revista Época, e o governo federal. CartaCapital afirma que em um espaço de três semanas, desde que as suspeitas de envolvimento de veículos de imprensa com o grupo criminoso de Carlinhos Cachoeira emergiram, Temer ofereceu dois jantares ao empresário João Roberto Marinho, um dos herdeiros da Globo, na residência-oficial do vice-presidente em Brasília, o Palácio do Jaburu. Marinho teria pedido a Temer durante esses jantares que controlasse uma suposta "sanha do PT" (Partido dos Trabalhadores) em investigar os veículos de imprensa envolvidos em denúncias. A revista afirma ainda que um assessor de Temer, Márcio Freitas, ligou para a redação de Época para sondar a veracidade das informações e alertar a publicação sobre a possibilidade dos grampos registrando contatos entre o diretor de Época e o araponga Dadá terem vazado para a CartaCapital.
Também em maio de 2012, o tratamento dispensado por Época ao senador Demóstenes Torres, acusado de integrar o grupo criminoso de Carlinhos Cachoeira, foi citado em reportagem da semanal The Economist. A revista britânica ironizou o fato de que enquanto Época classificava o senador como "portador de princípios e convicções" e "não apenas mais um traficante de influência política", por ocasião da publicação da lista dos cem brasileiros mais influentes, a Polícia Federal interceptava ligações comprometedoras entre Torres e o bicheiro.